# Homoneura medionotata
Homoneura medionotata är en tvåvingeart som först beskrevs av de Meijere 1916.  Homoneura medionotata ingår i släktet Homoneura och familjen lövflugor. Inga underarter finns listade i Catalogue of Life.